# برايس لورانس
برايس لورانس (بالإنجليزية: Bryce Lawrence)‏ هو حكم اتحاد الرغبي ‏ نيوزيلندي، ولد في 23 ديسمبر 1970 في تاورانجا في نيوزيلندا.

## وصلات خارجية
- برايس لورانس عل موقع إسبنسكروم (الإنجليزية)